# Gonomyia inquisita
Gonomyia inquisita är en tvåvingeart som beskrevs av Alexander 1937. Gonomyia inquisita ingår i släktet Gonomyia och familjen småharkrankar. Inga underarter finns listade i Catalogue of Life.